# Luigi Pogliani
Luigi Pogliani (Milano, ... – ...; fl. XX secolo) è stato un ciclista su strada italiano.

## Palmarès
- 1909 (individuale, una vittoria)

Classifica generale Giro del Veneto

## Piazzamenti

### Classiche monumento
- Giro di Lombardia

1913: 41º